# Anatemnus orlites major
Anatemnus orlites major es una subespecie de arácnido del orden Pseudoscorpionida de la familia Atemnidae.

## Distribución geográfica
Se encuentra en Malasia.